# Johann Joachim Brenner

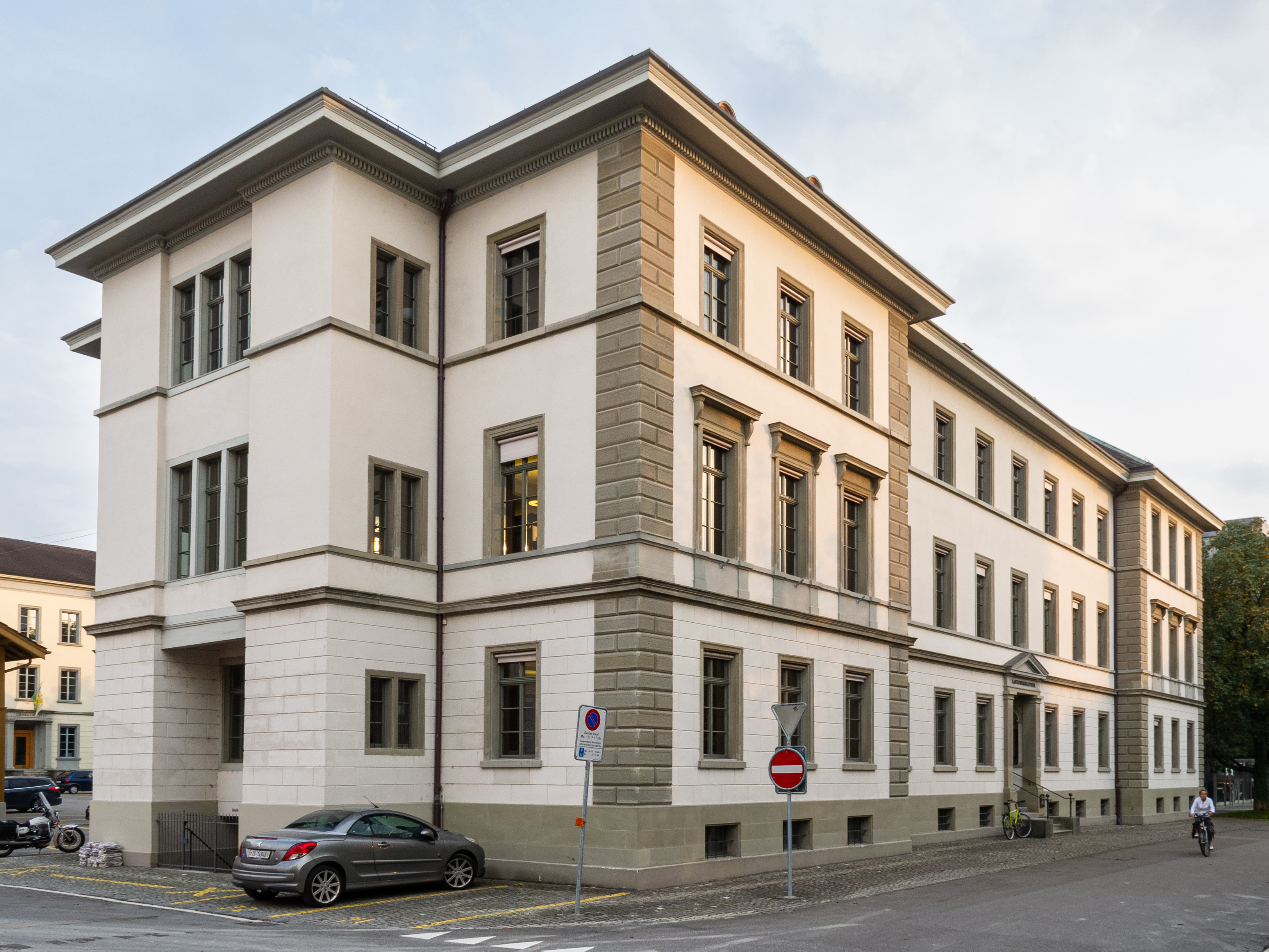
Die Kantonsbibliothek Frauenfeld, ehemals Kantonsschule: der erste Bau Brenners, 1851 fertiggestellt.

Johann Joachim Brenner (geb. 3. Oktober 1815 in Weinfelden; gest. 11. April 1886 in Frauenfeld) war ein Schweizer Architekt.

## Leben

### Ausbildung
Brenner wurde am 3. Oktober 1815 in Weinfelden geboren, sein Vater Paul Brenner (1781–1851) war Uhrmacher und Postmeister, seine Mutter war Maria Ursula Brenner. Die Familie gehörte zu den einflussreichsten Familien in Weinfelden. Brenner hat wohl zunächst eine Berufslehre gemacht, vermutlich wurde er in Zürich als Steinmetz ausgebildet. Jedenfalls schrieb er sich 1833 an der Zürcher Universität ein und belegte bei Karl Ferdinand von Ehrenberg (1806–1841) das Kollegium Allgemeine bürgerliche und höhere Baukunst – eine akademische Architektenausbildung im engeren Sinne gab es in der Schweiz damals noch nicht.
Wahrscheinlich blieb der junge Architekt daraufhin bis 1839 in Zürich, er war jedenfalls Gründungsmitglied der Zürcher Sektion des SIA und zahlte auch im folgenden Jahr die Mitgliedsbeiträge.
Ab 1839 war er wohl, wie Dokumente aus dem Nachlass bezeugen, für weitere Studien in Genf, wo Gaetano Durelli (1789–1855), der aus der Tradition der Mailänder Accademia di Brera kam, die städtische Zeichenschule zur ‚École d'ornement et d'architecture‘ ausgebaut hatte. Aus dieser Zeit zwischen 1839 und 1847 sind Zeichnungen von Reisen nach Oberitalien und Frankreich (Mailand, Pisa, Florenz, Nîmes, Marseille) sowie aus mehreren Reisen in verschiedene deutsche Städte (München, Nürnberg, Hamburg, Kiel, Berlin, Naumburg, Erfurt, Frankfurt etc.) erhalten.

### Familie
Am 13. August 1857 heiratete er die Weinfelder Pfarrerstochter Regula Amalia Denzler (1831–1913), er war Vater von Emma Louise (1858–1937) und der beiden Architekten Albert (1860–1938) und Joachim Wilhelm (1867–1924).  Er war Mitglied im Grütliverein, der als vaterländisch orientierter Arbeitsverein gegründet wurde und später zunehmend fortschrittlich wurde, was Brenner klar missbilligte.

### Wirken
1847 erhielt er aus dem Hauptort seines Heimatkantons den ersten grösseren Auftrag: Die Kantonsschule in Frauenfeld, die bis 1851 fertiggestellt, infolge eines Volksvetos 1850 dann aber erst 1857 bis 1858 ausgebaut wurde. Spätestens 1850 liess er sich dann in Frauenfeld endgültig nieder, als er am 30. März 1850 das Amt des kantonalen Strassen- und Bauinspektors antrat, eine Stelle, die ihm wohl erlaubte, nebenbei auch private Aufträge zu erledigen, die es aber erforderte, in Frauenfeld zu wohnen. Er übte dieses Amt nur für drei Jahre, bis 1853 aus, da er mit Aufträgen überhäuft wurde als einziger vollständig ausgebildeter Architekt im Kanton; anschliessend bis zu seinem Lebensende war er selbständig tätig.
Wohl ausgehend von seiner Stelle als Bauinspektor bearbeitete Brenner im Laufe seines Berufslebens einen grossen Teil des Spektrums öffentlicher Bauaufträge, vom Brückenbau bis hin zum Regierungsgebäude. Ein guter Teil seiner Neubauten bestand in Schulen, Pfarrhäusern und Kirchgebäuden. Daneben baute er aber, meist im Thurgau, teilweise auch im benachbarten Kanton St. Gallen, Fabriken, Arbeiterhäuser, Wohngebäude und Villen. Nach der Überschwemmungskatastrophe vom 10./11. Juni 1876, als die Murg über die Ufer trat, legte er zudem Pläne einer Flusskorrektion vor.
Wegen seiner angeschlagenen Gesundheit, wirkte ab ca. 1883 sein Sohn Albert im Architekturbüro mit. Brenner starb am 11. April 1886 im Alter von 71 an einem Schlaganfall. Die Thurgauer Zeitung vom 13. April 1886 erwähnt in seinem Nachruf die wichtigen Bauten seiner Karriere: die Kantonsschule, die Kaserne, das Regierungsgebäude und das städtische Schulhaus an der Promenade.

## Werke (Auswahl)
Bauwerke
- Kantonsschule, Frauenfeld 1847–51[3]
- Fabrikgebäude Raschle & Co, Wattwil 1855/1864
- Brücke über die Lauche, Stettfurt 1857
- Weberei Altermatt, Frauenfeld 1858–60, 1868
- Weberei Bühler, Weinfelden 1858
- Wohnhaus Lieber, Frauenfeld 1860[4]
- Schulhaus, Aadorf 1861
- Promenadenschulhaus, Frauenfeld 1862–63, abgebrochen 1966[5]
- Kaserne, Frauenfeld 1863[6]
- St. Alexander, katholische Kirche, Aadorf 1863–65
- Gefängnisbauten, Tobel 1863/1880
- Wohnhaus Johann Joachim Brenner, Frauenfeld 1864[7]
- Seeschulhaus, Steckborn 1866
- Paritätische Kirche, Sirnach 1865–74
- Regierungsgebäude, Frauenfeld 1866[8]
- Schulhaus Kurzdorf, Frauenfeld 1870[9]
- Schulhaus, Salenstein 1874
- Sekundarschulhaus, Altnau 1875–77
- Schulhaus, Zihlschlacht 1876–77
- Pfarrhaus, Pfyn 1875–77
- Wohnhaus Rosenberg, Frauenfeld 1882–83[10]
- Villa von Streng, Sirnach 1883–84
- Villa Friedau, Frauenfeld 1884–85[11]